# Die Frauenbewegung
Die Frauenbewegung war eine Zeitschrift des radikalen Flügels der bürgerlichen Frauenbewegung und bestand 1895 bis 1919. Sie gilt als erste radikalfeministische deutschsprachige Zeitschrift und als zentrale Zeitschrift der ersten Welle der deutschen Frauenbewegung.

## Geschichte
1895 wurde Die Frauenbewegung von Minna Cauer, mit Unterstützung von Lily von Gizycki, später bekannt als die Sozialistin Lily Braun, gegründet. Nachdem sich Lily von Gizycki aus der Redaktion zurückgezogen hatte und sich in der Sozialdemokratischen Partei engagierte, übernahm Anita Augspurg ihre Stelle. Ab 1899 wurde Die Frauenbewegung durch die von Augspurg redigierte Beilage Parlamentarische Angelegenheiten und Gesetzgebung erweitert und ab 1907 lag außerdem das Verbandsblatt Zeitschrift für Frauenstimmrecht, des Deutschen Verbandes für Frauenstimmrecht, bei.
Die Zeitschrift bestand 24 Jahre und bildete eine Plattform für alle wichtigen Streitfragen radikalfeministischer Politik dieser Zeit und setzte sich besonders für eine demokratisch orientierte Wahlberechtigung von Frauen ein. In ihr wurden Texte u. a. von Lida Gustava Heymann, Maria Lischnewska, Marie-Elisabeth Lüders, Anna Pappritz, Marie Raschke, Jeanette Schwerin und Helene Stöcker  veröffentlicht. Weil Frauen im Jahr 1919 erstmals das Wahlrecht im Deutschen Reich ausüben durften, sah man das Hauptziel der Zeitschrift erreicht. Am 15. Dezember 1919 erschien die letzte Ausgabe. In einer Rückschau erklärt Cauer die Frauenbewegung alten Stiles für erledigt, nachdem nun das Wahlrecht, die Zulassung zum Studium und zuvor erschlossenen Berufen erreicht worden sei. Nun wolle sie sich Problemen allgemeinerer Natur widmen, für die ein Frauenblatt nicht der rechte Resonanzboden sei.

## Forschung
Die Frauenbewegung gilt als zentrale Zeitschrift der deutschen Frauenbewegung. Das Archiv der deutschen Frauenbewegung hat 1989 einen Registerband herausgegeben, der neben einer alphabetischen Auflistung aller Artikel die Inhalte der Zeitschrift mit 46 themenorientierten Schlagworten erschlossen hat. Für Forschungszwecke ergab sich damit die Möglichkeit der Orientierung über die Inhalte aller Jahrgänge und der Anforderung einzelner Artikel, ohne die Zeitschrift selbst vorliegen zu haben.